# Arizona Cardinals
Arizona Cardinals – zawodowy zespół futbolu amerykańskiego z siedzibą w Phoenix w stanie Arizona. Drużyna jest obecnie członkiem Dywizji Zachodniej konferencji NFC ligi NFL.
Cardinals są najstarszym, nieprzerwanie działającym amerykańskim zespołem futbolowym. Zespół założono w roku 1898 w Chicago, pod nazwą Morgan Athletic Club. Następnie klub przemianowano na Racine Normals, w nawiązaniu do Normal Park przy chicagowskiej Racine Avenue, gdzie zespół miał siedzibę. Po wprowadzeniu purpurowych strojów nazwę zmieniono na Racine Cardinals (ang. cardinal red – purpura). Nowy kolor został przejęty od drużyny Uniwersytetu Chicagowskiego, Maroons.
W roku 1920 zespół stał się członkiem ligi NFL i po raz kolejny zmienił nazwę. Aby odróżnić się od nowo powstałej drużyny z Racine w stanie Wisconsin, klub przemianował się na Chicago Cardinals. W roku 1944, podczas trudnego kadrowo czasu II wojny światowej, Cardinals na jeden sezon połączyli się z drużyną Pittsburgh Steelers, tworząc efemeryczny zespół Card-Pitt. W roku 1960 przeniesiono siedzibę klubu do Saint Louis w stanie Missouri, a w ślad za nią zmieniono nazwę – na St. Louis Cardinals. Zespół niekiedy nazywano „St. Louis Football Cardinals”, dla odróżnienia od jego imiennika – drużyny bejsbolowej. Po nieudanej kampanii na rzecz budowy stadionu stricte futbolowego w Saint Louis, klub przeniesiono w roku 1988 w okolice Phoenix. Tam przez pewien czas zespół korzystał z uniwersyteckiego stadionu Sun Devil Stadium na przedmieściach miasta Tempe, w którym ulokowano też siedzibę władz klubu i obiekty treningowe. Zespół grał u Sun Devils pod nazwą Phoenix Cardinals, zanim ostatecznie zaczął się tytułować słowem „Arizona” od sezonu 1994. Rok 2006 Cardinals rozegrali na stadionie University of Phoenix Stadium w Glendale, na przedmieściach Phoenix. Co roku zespół przeprowadza treningi letnie na terenie Northern Arizona University, we Flagstaff.
Mimo przeprowadzki do Missouri, a później do Arizony, zespół przez dziesięciolecia pozostawał we wschodnich dywizjach i konferencjach ligi. Gdy przed sezonem roku 1953 NFL podzielono na konferencję wschodnią i zachodnią, Cardinals umieszczono na wschodzie, zaś Chicago Bears na zachodzie. Po połączeniu lig AFL i NFL w sezonie roku 1970 zespół ponownie trafił na wschód konferencji. Dopiero w trakcie gruntownej przebudowy ligi w roku 2002 Cardinals stali się członkami zachodu.
Cardinals od dawna znani są jako zespół przegrywający, zapisujący się w annałach dyscypliny raczej ze względu na walkę o przetrwanie niż mnogość zapadających w pamięć zwycięstw boiskowych. Drużyna zdobyła tytuł Mistrza NFL w latach 1925 oraz 1947 i zagrała o ten tytuł w roku 1948. Sukcesy lat tuż po wojnie stanowią chlubny okres wielkiego odrodzenia drużyny, którą wyśmiewano podczas roku 1944, w którym występując jako Card-Pitt nie wygrała żadnego meczu w sezonie. Od tego pamiętnego powrotu zespół nie zdobył już żadnego tytułu w lidze: Cardinals, obok beniaminka ligi – Houston Texans, są jedynym zespołem w NFL, który nie wystąpił też w meczu o mistrzostwo konferencji. Od roku 1947 drużynie udało się tylko dwukrotnie zdobyć pierwsze miejsce w swojej dywizji, podczas udanych sezonów lat 1974–1975, gdy zaskarbili sobie przydomek „The Big Red”. Mimo że działają w zawodowym futbolu najdłużej w całych Stanach Zjednoczonych, Cardinals mają słabe dokonania w meczach fazy play-off: 2 razy wygrali, przegrywając 5 mieczów. Warto jednak dodać, że w roku 1998 wygrali z Dallas Cowboys, występując jako „dzika karta”.
Zawodnicy polskiego pochodzenia w Cardinals: John Badaczewski (1948).